# Meteor ontaryjski
Meteor ontaryjski – bolid dzienny, który przeleciał 4 maja 2014 około godziny 16:17 czasu miejscowego w pobliżu Ontario. Okruch skalny, który był obserwowany jako meteor miał średnicę około 50-100 centymetrów, dotychczas nie znaleziono żadnych meteorytów po tym przelocie.

## Meteoroid
Szacuje się, że meteoroid, który wszedł w atmosferę Ziemi, miał pomiędzy 50 a 100 centymetrów średnicy. Obiekty tej wielkości uderzają w Ziemię przeciętnie dwa razy w tygodniu.

## Przelot i rozpad
Pierwsze doniesienia o obserwacji bolidu pochodzą z Peterborough z około godziny 16:17, 4 maja 2014. Bolid poruszał się w kierunku północno-wschodnim. Energia wyzwolona w trakcie przelotu meteoru przez atmosferę szacowana jest na pomiędzy 10 a 20 ton TNT.
Meteor takiej wielkości mógł przetrwać przejście przez atmosferę i nie jest wykluczone, że na Ziemię spadły jego fragmenty w postaci meteorytów. Do tej pory nie odnaleziono elipsy rozsiania, dane z radaru meteorologicznego sugerują, że fragmenty meteoru mogły spaść w okolicach Codrington.